# Спорыш распростёртый
Спо́рыш распростёртый (лат. Polýgonum humifúsum) — однолетнее растение, вид рода Спорыш (Polygonum) семейства Гречишные (Polygonaceae). Встречается также под устаревшим синонимичным названием Горе́ц распростёртый.
Отличительной чертой вида является супротивное расположение значительной части листьев, в особенности нижних. Распространён в Евразии и на северо-западе Северной Америке, объединяет два морфологически и географически обособленных подвида.

## Ботаническое описание
Однолетнее травянистое растение с тонкими распростёртыми, приподнимающимися или прямостоячими стеблями 15—20(30) см высотой, от самого основания сильно ветвящимися, покрытыми слабо заметными продольными полосками.
Листья сизовато-зелёные, простые, цельные и цельнокрайные, эллиптические, обратноланцетные или линейно-продолговатые, 0,6—1,5 см длиной и 2—6 мм шириной, в основании клиновидно переходят в очень короткий черешок, на верхушке едва притупленные или острые, нижние — нередко супротивные, при укороченных междоузлиях как бы мутовчатые, очень редко — все очерёдные. На нижней стороне отчётливо проступает средняя жилка и хорошо заметно несколько боковых жилок, на верхней стороне средняя жилка обычно заметна достаточно хорошо, а боковые почти не выражены, или же все жилки малозаметны. Раструбы в основании черешков плёнчатые, с 3—4 жилками, при основании буроватые, выше — белые.
Цветки собраны в пазухах листьев (в том числе у первых от основания ветвей) по 2—5(10), редко одиночные, в верхней части стебля скученные. Околоцветник плёнчатый, желтоватый или зеленоватый, по краю часто беловатый или розоватый, 1,5—2 мм длиной, лопасти его в числе пяти, продолговатые, разделённые на две трети длины или сильнее. При плодоношении околоцветник не опадает, 2—2,5 мм длиной.
Плоды — орешки 1,4—2,7 мм длиной, превышающие по длине околоцветник и выступающие из него, узкояйцевидные, трёхгранные, тёмно-бурого цвета, несколько блестящие, густо покрытые мелкими точками, на верхушке с остроконечием. Плодоножка удлиняющаяся, иногда превышающая по длине околоцветник.
Хромосомный набор — 2n=20.

## Распространение и экология
Ареал в Евразии на западе ограничен севером Европейской части России (окрестности Архангельска, бассейн Печоры), восточнее — на севере Западной Сибири, в Восточной Сибири, на Дальнем Востоке, на юге заходя в Монголию и Китай.

## Значение
Сорно-полевое растение в тундре, лесотундре и северной тайге, апофит. Засоряет посевы овса, многолетних трав, различных пропашных культур.

## Таксономия
Впервые вид был собран Карлом Мерком в 1788 году «между Леной и Восточным океаном» и передан Петеру Симону Палласу под названием Polygonum humifusum, в настоящее время этот образец хранится в гербарии Палласа в Берлине. Действительное описание было опубликовано в 1849 году Карлом Кохом в журнале Linnaea:

P. humifusum Dr. Merk в Герб. Палласа. Растение голое, от основания ветвистое: веточки распростёртые до восходящих; листья продолговатые, постепенно суженные в черешок, очерёдные и супротивные; цветки скученные, сидячие и на очень коротких цветоножках, раструб охватывающий стебель; орешки гладкие, блестящие. Наиболее близок P. herniarioides DC., от которого отличается более многочисленными цветками. Собран на Лене в Сибири д-ром Мерком, передан в гербарий в Берлине.
Оригинальный текст (нем.){{{2}}}
— Koch, K. Beiträge zu einer Flora der Orientes // Linnaea. — Halle a. d. S., 1849. — Vol. 22. — P. 205.
В 1850 году К. Ф. Ледебур независимо описал этот вид под тем же названием по образцу, переданному в гербарий Палласа Сиверсом из окрестностей Тарбагатая.

### Подвиды
Эрик Хультен в 1968 году предположил, что североамериканский Polygonum caurianum может быть близкородственным или идентичным Polygonum humifusum. Н. Н. Цвелёв (1989) считал их синонимами, однако в 2003 году были показаны морофологические различия между ними, позволяющие выделять их в качестве подвидов одного вида.
- Polygonum humifusum C.Merck ex K.Koch subsp. humifusum — распространён главным образом в Восточной Сибири и на Дальнем Востоке, на западе заходит в Европейскую часть России. Листья и стебли зелёные, околоцветник с прямыми лопастями, изредка по краю красноватый. Орешек от 2,1 мм длиной, выступающий из околоцветника на 1 мм и более[7].
- Polygonum humifusum subsp. caurianum (B.L.Rob.) Costea & Tardif, 2003 — распространён на северо-западе Аляски, в Юконе и на Северо-Западных территориях. Описан в качестве самостоятельного вида по образцу, собранному на Аляске американским первопроходцем Чарлзом Лесли Маккеем[англ.] в августе 1882 года. Стебли и листья с красноватым оттенком (по крайней мере листья по краю), околоцветник с отогнутыми лопастями, зелёный или сиреневый, по краю розово-сиреневый. Орешек до 1,5—2,2 мм длиной, выступает не более, чем на 0,5 мм[7].

### Синонимы
Polygonum humifusum C.Merck ex K.Koch subsp. humifusum
- Polygonum humifusum Siev. ex Ledeb., 1850, nom. illeg.
- Polygonum humifusum f. yamatutae (Kitag.) C.F.Fang, 1988
- Polygonum mandshuricum Skvortsov, 1943
- Polygonum yamatutae Kitag., 1964

Polygonum humifusum subsp. caurianum (B.L.Rob.) Costea & Tardif, 2003
- Polygonum caurianum B.L.Rob., 1904